# Солонец (Смоленская область)
Солонец — деревня в Руднянском районе Смоленской области России. Входит в состав Кругловского сельского поселения. Население — 22 жителя (2007 год).
Расположена в западной части области в 5 км к западу от Рудни, в 3 км южнее автодороги А141 Орёл — Витебск. В 1 км юго-восточнее деревни расположена железнодорожная станция О.п. 462-й км на линии Смоленск — Витебск.

## История
В годы Великой Отечественной войны деревня была оккупирована гитлеровскими войсками в июле 1941 года, освобождена в октябре 1943 года.